# Jóel Sigurðsson
Jóel Kristinn Sigurðsson (* 5. November 1924 in Reykjavík; † 28. November 2003 in Hafnarfjörður) war ein isländischer Leichtathlet.

## Werdegang
Jóel Sigurðsson belegte bei den Olympischen Sommerspielen 1948 im Speerwurf-Wettkampf den 16. Platz.